# Mathias Körning
Mathias Körning, född 1734, död 17 mars 1787, var en svensk lagman.
Han var borgmästare i Härnösands stad 1757. Han var riksdagsman 1765, 1769, 1771 och 1778. Han var lagman i Ångermanlands och Västerbottens lagsaga från 1784 intill sin död 1787.